# Маартен Тромп
Маартен Харпертзон Тромп (на нидерландски: Maarten Harpertszoon Tromp; 23 април 1598 – 10 август 1653) е известен холандски морски адмирал от първата половина на ХVІІ в. Командвал флота на Съединените провинции на Нидерландия във финалната фаза на войната с Испания и в първата война срещу Англия. Най-големият му успех е победата при Даунс през 1639 г., която пречупва военноморската сила на Испания.

## Ранни години
Роден е в град Брил, южна Холандия, в семейството на незначителен морски офицер – Харперт Маартензон. На девет години за първи път плава на кораба на баща си. През 1609 г. баща му минава в търговския флот, но е пленен от един английски корсар и е убит. Младият Маартен е задържан в плен за две години и принуден да служи на своя похитител. Връща се в родината си и постъпва във военния флот. През 1617 г. участва в експедиция, която нанася сериозни поражения на алжирските пирати. После съдбата му се повтаря: отново поема търговски кораб и отново е пленен. Най-сетне, от 1621 г., когато изтича дванадесетгодишното примирие с Испания, Тромп окончателно се включва във военния флот. Три години по-късно вече командва собствен кораб, а през 1629 г. става командир на ескадра. Първата му задача е да озапти пиратите от град Остенде (дн. Белгия).

## Военна кариера

### Победи над испанците
Тромп става лейтенант-адмирал на холандския флот през 1637 г., което е най-високият военен пост в републиката след щатхаутера. През февруари 1639 г. разгромява обединения флот на корсарите от старото пиратско пристанище Дюнкерк, по онова време под испанска власт. През същата година научава, че ескадра от самата Испания превозва 13 000 войници към Фландрия. Тя е под командата на Антонио де Окендо и се състои от 45 военни и 30 пригодени за бой търговски кораби. На 16 септември Тромп пресреща испанците при нос Бийчи хед, на южния английски бряг. Той има само осемнадесет кораба, но се решава на битка. Шест часа продължава стрелбата. Претоварените испански съдове се оказват лесна мишена и за тях се очертава тежка катастрофа. След като дават неочаквано много жертви, те се оттеглят безславно. Два дни по-късно, подкрепен от още кораби, Тромп напада испанците в Дувърския проток и ги принуждава да се оттеглят в доковете на Даунс, на неутрална територия. Битката продължава в края на октомври, когато адмиралът има достатъчно кораби и оръдия, за да разгроми окончателно Окендо. Оттук нататък испанската ексадра е неспособна да продължи пътя си и да стовари оцелелите войници на фламандския бряг.

### Маартен Тромп на върха на славата си
Успехът прави Тромп популярен сред испанските противници и той бива удостоен с ордени от Луи ХІІІ през 1640 и Чарлз І през 1642. Получава и големи парични награди, като събира около 90 000 гулдена (при условие, че нормалната заплата на един матрос е 10 гулдена на месец). В следващите години главна задача за неговите ескадри става защитата на търговските пътища от чужди набези. Насочва усилията си главно против дюнкеркските корсари и през 1646 г. участва в превземането на града от французите. След Вестфалския мирен договор повечето моряци са освободени от служба, а корабите – оставени в пристанищата. През 1651 г. обаче нараства напрежението с Англия, а когато Оливър Кромуел издава известния Навигационен акт, се очертава война. Едно от изискванията на акта е холандците да поздравяват първи английските кораби. На 29 май 1652 г., когато адмирал Блейк изисква това от Тромп, получава в отговор оръдеен залп. Така започват Англо-холандските войни.

### Битки с англичаните и смърт
Оказва се, че англичаните не са като испанците и този път на Тромп не му върви така добре. Инструкцията на правителството „да нападне английския флот и да се бие до пълното му унищожение“ се оказва трудно изпълнима. От самото начало холандците отстъпват на по-големите и добре въоръжени английски кораби. След един неуспех Тромп е наказан от Генералните щати и дори за кратко лишен от поста си на главнокомандващ. Успява обаче да спечели при Дъдженес през декември 1652, след което губи при Габард банк. В разгара на войната в поредната тежка битка Тромп пада убит. Известно време смъртта му се държи в тайна от моряците, а когато все пак става известна, се отразява тежко на бойния дух. Това е една от причините Холандия да изгуби и да приеме някои от точките на Навигационния акт.